# Trance metal
El Trance Metal o  es un subgénero  del Heavy metal con abundantes elementos de música trance, donde toman más protagonismo y forman parte del sonido identificativo del género.

## Características
El trance metal, es en general una evolución del death metal melódico, combinado con la atmósfera futurista que muy a menudo aporta la música trance.
Lo más habitual es que las bandas de trance metal tengan un género muy cercano al Heavy metal y/o al electro/dance-pop de donde más bebe el género, por tanto es muy común que los grupos tengan la formación habitual de dichas bandas así como que se las clasifique en dicho género aunque no sean exactamente el mismo. Otro punto importante es que suele ser un DJ el que sustituye el puesto de tecladista en las bandas de trance metal.
Se combinan las melodías y progresiones del Uplifting Trance con Melodic Death Metal, donde el poder de la batería, bajo y guitarra eléctrica se pueden unir por lapsos del tema junto al contundente kick (beat) de un Trance. Y en ocasiones hacer uso de softwares como vocoder o autotune para dar un toque aún más futurista, como en 'Freedom' de la banda japonesa Blood Stain Child.
También ha habido fusiones en donde el Nu Metal se combina con el sonido más Raver del Acid Trance y el Progressive Psytrance como en el tema 'The Last Firstborn' de Celldweller. Batería, Bajo, Guitarra, Screamo acompañado de Lapsos de Kicks y atmósferas de musica Trance.

## Historia
Aunque no está muy claro cual es el inicio del trance metal, dado que es un género muy joven aunque a la vez creciente, una de las primeras bandas en nadar dentro del sonido electrónico dentro del metal (pero alejándose del habitual sonido 'industrial') fue posiblemente Celldweller.
Durante el nuevo milenio, muchas bandas suecas de Heavy metal como In Flames, Soilwork, Sonic Syndicate, Scar Symmetry empezaron a introducir algunos elementos electrónicos en su música así como un cambio en la forma de crear melodías de teclados o sintetizadores. Junto a este cambio, la atmósfera de muchas de estas bandas se mostró oscura a la vez que futurista. 
Las primeras bandas notables de este nuevo subgénero tomaron la combinación de música futurista de Celldweller y la técnica y el ambiente futurista de las bandas de death metal melódico que se atrevieron a dar ese primer paso, y elaboraron un sonido propio. Bandas como la japonesa Blood Stain Child que comenzaron su sonido en otros géneros (particularmente Blood Stain Child en un principio tenían un sonido muy inspirado en el de los fineses Children of Bodom), empezaron a producir algunos álbumes de completo y auténtico trance metal. Los álbumes Idolator (2005) y Mozaiq (2007) de Blood Stain Child pueden ser considerados los verdaderos primeros álbumes del género. Por otro lado cabe destacar a Crossfaith (otra banda japonesa) que a pesar de que su música tire más hacia metalcore también han destacado algunos tintes de trance metal en sus canciones, Crossfaith ya cuentan con gran renombre internacional y han realizado numerosas giras por Asia, Europa (sobre todo el Reino Unido) y Norteamérica. Además han formado parte de numerosos eventos como el Summer Sonic (Japón), Vans Warped Tour (Inglaterra y Estados Unidos) y Soundwave (Australia) entre otros, convirtiéndose así en uno de los grupos de metal más emblemáticos de Japón a nivel internacional.
Si bien por el momento el Trance metal es un género por cuyo nombre es muy poco conocido (pocos periodistas musicales lo utilizan para referirse a las bandas de dicho género), no es menos cierto que se ha dado el caso de que algunos grupos de Trance metal han conseguido gran repercusión internacional: véase las bandas suecas Dead by April (conocidos por haber sido candidatos a representar a Suecia en Eurovisión) o Amaranthe. Estos últimos debutaron en 2011 con su álbum homónimo llegando a las listas de mayor número de ventas en Suecia y Finlandia, y en Japón lograron superar durante varias semanas a la popular Lady Gaga, lo que derivó en una extensa gira mundial junto a bandas de gran repercusión internacional como Kamelot o Nightwish y un éxito muy similar dos años después (en 2013) con su segundo álbum, "The Nexus". 
Otras bandas que encabezan este joven género musical son Pulse (Francia), Silent Descent (Inglaterra), Noosphera (México), Xe-NONE y Beyond the Body (Rusia), The Dawn Chose Orion y The Browning (EE. UU.), Noidz (Portugal), Timecry (Suecia), Project Silence y Ember Falls (Finlandia), Corpore (España) o Lost Eden (Japón).